# Germknödel
Il Germknödel (dai termini bavaresi Germ, lievito, e Knödel, grosso gnocco) è un dolce tipico delle cucine bavarese, boema ed austriaca. In alcune zone della Germania è chiamato anche süße Klöße (gnocco dolce).
Si tratta di un grosso Knödel a base di pasta lievitata, semisferico, farcito di powidl. Viene bollito in acqua salata oppure cotto al vapore, poi scolato e cosparso di burro fuso e Mohnzucker, una mistura di zucchero a velo e semi di papavero macinati. Talora oltre che col burro fuso, il Germknödel viene cosparso di salsa alla vaniglia.
in Boemia Meridionale, come farcitura al posto del powidl viene utilizzato il mirtillo, mentre come copertura si usa il quark sbriciolato. Il dolce prende il nome di kynuté borůvkové knedlíky.